# Plafon taryfowy
Plafon taryfowy (tariff ceiling) – określona ilość lub wartość towarów w przywozie na wspólnotowy obszar celny, dla których ustanowiono obniżone stawki celne. Cechą charakterystyczną jest to, że określona ilość lub wartość tego plafonu może być realizowana, a nawet przekroczona przed terminem przywrócenia stawek celnych określonych w taryfie celnej. Plafon w przywozie towarów na wspólnotowy obszar celny na dany rok ustanawiany jest przez Komisję Europejską w drodze rozporządzenia wykonawczego. Rozporządzenie publikowane jest w Dzienniku Urzędowym Unii Europejskiej..